# Bầu cử Thượng nghị viện Việt Nam Cộng hòa 1967
Bầu cử Thượng nghị viện được tổ chức tại Việt Nam Cộng hòa vào ngày 3 tháng 9 năm 1967 cùng ngày bầu cử tổng thống. Cuộc bầu cử này có tổng cộng 48 danh sách tranh cử, trong đó sáu danh sách được bầu (mỗi cử tri có sáu phiếu) và mỗi danh sách nhận được 10 ghế. Tỷ lệ cử tri đi bầu được báo cáo là 83,8%.

## Kết quả
| Đảng                         | Đảng                         | Phiếu bầu  | %      | Ghế |
| ---------------------------- | ---------------------------- | ---------- | ------ | --- |
|                              | Nông Công Binh               | 980.474    | 4.48   | 10  |
|                              | Công ích và Công bình Xã hội | 631.616    | 2.89   | 10  |
|                              | Đại Đoàn Kết                 | 600.720    | 2.74   | 10  |
|                              | Trời Việt                    | 569.975    | 2.60   | 10  |
|                              | Đoàn Kết để Tiến bộ          | 553.720    | 2.53   | 10  |
|                              | Bông Lúa                     | 553.632    | 2.53   | 10  |
| 42 danh sách khác            | 42 danh sách khác            | 17.994.465 | 82.22  | 0   |
| Tổng cộng                    | Tổng cộng                    | 21.884.602 | 100.00 | 60  |
|                              |                              |            |        |     |
| Phiếu bầu hợp lệ             | Phiếu bầu hợp lệ             | 4.690.688  | 95.67  |     |
| Phiếu bầu không hợp lệ/trống | Phiếu bầu không hợp lệ/trống | 212.060    | 4.33   |     |
| Tổng cộng phiếu bầu          | Tổng cộng phiếu bầu          | 4.902.748  | 100.00 |     |
| Cử tri phiếu bầu đã đăng ký  | Cử tri phiếu bầu đã đăng ký  | 5.853.384  | 83.76  |     |
| Nguồn: Nohlen et al., IPU    |                              |            |        |     |